# Нова Уситва
Нова Уситва (рос. Новая Уситва) — присілок в Палкінському районі Псковської області Російської Федерації.
Населення становить 370 осіб. Входить до складу муніципального утворення Новоуситовська волость.

## Історія
Від 2015 року входить до складу муніципального утворення Новоуситовська волость.

## Населення
| 2001 | 2002 | 2010 | 2013 | 2014 | 2015 | 2016 |
| ---- | ---- | ---- | ---- | ---- | ---- | ---- |
| 472  | ↘396 | ↘339 | ↗384 | ↗391 | ↘389 | ↘370 |